# かずはりんぬ
かずはりんぬ（Kazuha Rinnu）は、主としてデジタル作品を制作するアーティストである。東京を拠点に活動しながら地元である神戸やニューヨーク等日本国内外問わず活動。

## 経歴
芸術一家に育ち、幼少期アメリカニューヨークに住んでいたことからアメリカンポップな雑貨やデザインに刺激を受ける。
13歳からデジタル作品を制作。
17歳で関西テレビの番組ロゴや雑誌JUNONイラスト等を制作。
成安造形大学に入学し、企画・プロデュースについて学びながらイラストレーターとして活動を続ける。